# Marshall Teague
Marshall Teague (* 22. Februar 1922 in Daytona Beach, Florida; † 11. Februar 1959 ebenda) war ein US-amerikanischer Autorennfahrer, der in der NASCAR, der AAA und der USAC aktiv war. Er gehört zu den Fahrern, die 1998 als die 50 größten NASCAR-Fahrer auserwählt wurden.

## NASCAR
Teague war eines der Gründungsmitglieder der NASCAR und nahm am zweiten jemals ausgetragenen Rennen der NASCAR auf dem Daytona Beach Road Course teil, welches er auf Rang 14 beendete. In der NASCAR-Grand-National-Saison 1950 nahm er an drei Rennen teil. Sein bestes Ergebnis war ein 17. Platz auf dem Occoneechee Speedway. Im selben Jahr schloss er einen Vertrag mit Hudson Motor Car Co. ab, die ihn fortan unterstützte, wo er einen Hudson Hornet steuerte, ein Fahrzeug, das vielen seiner Mitbewerbern überlegen war. In der NASCAR-Grand-National-Saison 1951 fuhr er mit diesem Auto in 15 der insgesamt 41 Rennen. Fünfmal gewann er und jedes Mal, wenn er ins Ziel kam, befand er sich in den Top 10. Einen dieser fünf Siege holte er auf dem Daytona Beach Road Course, auf dem er sein allererstes NASCAR-Rennen fuhr. Aufgrund seiner guten Leistungen auf dieser Strecke wurde er „King of the Beach“ (König des Strandes) genannt. Teague hatte jedoch trotz der guten Leistungen wenig Grund zur Freude, da ihm alle Fahrerpunkte aberkannt wurden, weil er in einem von der American Automobil Association in der AAA-Saison 1951 ausgetragenen Rennen, also einem Rennen in einer konkurrierenden Rennserie, startete. In der NASCAR-Grand-National-Saison 1952 fuhr er nur noch vier Rennen, von denen er zwei gewann, eines im Speedway Park in Jacksonville, Florida und eines auf dem Daytona Beach Road Course. Nach diesen vier Rennen verließ er die NASCAR aufgrund von Differenzen mit dem NASCAR-Vorsitzenden Bill France senior. In seiner NASCAR-Karriere fuhr er insgesamt 23 Rennen, von denen er sieben gewann. Neunmal kam er in den Top-5 ins Ziel, elfmal in den Top-10. Dreimal startete er von der Pole-Position.

## Champ Car
In den folgenden Jahren nahm Teague an einigen Rennen in der AAA-/USAC-Serie teil. 1953 und 1957 startete er bei den Indianapolis 500. Bei seiner ersten Teilnahme im Jahre 1953 kam er auf Platz 18, 1957 auf den siebten Platz. 1954 war er ursprünglich nicht qualifiziert, er übernahm jedoch während des Rennens zweimal das Steuer für einen Konkurrenten, der sich aufgrund der enormen Hitze an diesem Tag hatte ablösen lassen. Da das Indy 500 von 1950 bis 1960 mit zur Fahrerweltmeisterschaft der Formel 1 zählte, stehen auch 3 Grand-Prix-Starts in seiner Statistik. Punkte konnte er nicht erzielen.
Teague starb am 11. Februar 1959 auf dem damals neuen Daytona International Speedway bei dem Versuch, einen neuen Geschwindigkeitsrekord aufzustellen. Der Unfall ereignete sich elf Tage vor dem ersten Daytona 500.

## Statistik

### Indy-500-Ergebnisse
| Jahr | Startnr. | Start | Qual (km/h) | Ergebnis | Runden | Führung | Ausfall                                 |
| ---- | -------- | ----- | ----------- | -------- | ------ | ------- | --------------------------------------- |
| 1953 | 22       | 22    | 218,401     | 18       | 169    | 0       | Ölverlust                               |
| 1954 | 3        | DNQ   |             |          |        |         |                                         |
| 1954 | 16       |       |             | 154      | 29     |         | fuhr Carters Wagen; Rd. 77–105          |
| 1954 | 31       |       |             | 232      | 17     | 0       | fuhr Hartleys Wagen; Rd. 152–168; Motor |
| 1956 | 3        | DNQ   |             |          |        |         |                                         |
| 1956 | 47       | DNQ   |             |          |        |         |                                         |
| 1957 | 48       | 28    | 225,803     | 7        | 200    | 0       |                                         |
| 1958 | 18       | DNQ   |             |          |        |         |                                         |

| Legende  | Legende            | Legende                                                          |
| Farbe    | Abkürzung          | Bedeutung                                                        |
| -------- | ------------------ | ---------------------------------------------------------------- |
| Gold     | –                  | Sieg                                                             |
| Silber   | –                  | 2. Platz                                                         |
| Bronze   | –                  | 3. Platz                                                         |
| Grün     | –                  | Platzierung in den Punkten                                       |
| Blau     | –                  | Klassifiziert außerhalb der Punkteränge                          |
| Violett  | DNF                | Rennen nicht beendet (did not finish)                            |
| Violett  | NC                 | nicht klassifiziert (not classified)                             |
| Rot      | DNQ                | nicht qualifiziert (did not qualify)                             |
| Rot      | DNPQ               | in Vorqualifikation gescheitert (did not pre-qualify)            |
| Schwarz  | DSQ                | disqualifiziert (disqualified)                                   |
| Weiß     | DNS                | nicht am Start (did not start)                                   |
| Weiß     | WD                 | zurückgezogen (withdrawn)                                        |
| Hellblau | PO                 | nur am Training teilgenommen (practiced only)                    |
| Hellblau | TD                 | Freitags-Testfahrer (test driver)                                |
| ohne     | DNP                | nicht am Training teilgenommen (did not practice)                |
| ohne     | INJ                | verletzt oder krank (injured)                                    |
| ohne     | EX                 | ausgeschlossen (excluded)                                        |
| ohne     | DNA                | nicht erschienen (did not arrive)                                |
| ohne     | C                  | Rennen abgesagt (cancelled)                                      |
| ohne     | keine WM-Teilnahme |                                                                  |
| sonstige | P/fett             | Pole-Position                                                    |
| sonstige | 1/2/3/4/5/6/7/8    | Punktplatzierung im Sprint-/Qualifikationsrennen                 |
| sonstige | SR/kursiv          | Schnellste Rennrunde                                             |
| sonstige | *                  | nicht im Ziel, aufgrund der zurückgelegten Distanz aber gewertet |
| sonstige | ()                 | Streichresultate                                                 |
| sonstige | unterstrichen      | Führender in der Gesamtwertung                                   |